# Mayataia griveaudi
Mayataia griveaudi är en skalbaggsart som beskrevs av Renaud Maurice Adrien Paulian 1961. Mayataia griveaudi ingår i släktet Mayataia och familjen Melolonthidae. Inga underarter finns listade i Catalogue of Life.